# 坪村駅 (慶尚南道)
坪村駅（ピョンチョン駅、평촌역）は、大韓民国慶尚南道晋州市に存在した韓国鉄道公社(KORAIL)慶全線の駅（廃駅）である。2012年10月23日に馬山 - 晋州間の複線化および新線移行により廃止された。2011年7月1日から廃止前までの間はソウル - 順天間を結ぶムグンファ号を除く慶全線の全列車（1日10往復）が停車していた。

## 歴史
- 1925年（大正14年）6月15日：朝鮮総督府鉄道慶全南部線の配置管理駅として営業開始[1]。
- 1970年2月20日：普通駅に昇格、駅舎新築[2]。
- 1976年7月10日：貨物取扱停止[3]。
- 1977年5月16日：水素取り扱い停止[4]。
- 1997年6月1日：配置管理駅に格下げ[5]。
- 2003年12月15日：駅舎改築。
- 2004年12月10日：無配置管理駅に格下げ[6]。
- 2012年10月23日：慶全線馬山駅 - 晋州駅間の複線新線開通により廃止。